# Frente Orden Nacional
El Frente Orden Nacional (FON) fue un movimiento político neonazi fundado el 5 de septiembre de 2008 y disuelto el 9 de agosto de 2012. Sus ideas son reflejo del nazismo existente en Chile desde la década de los años 30´s, y algunos postulados del nacionalsocialismo alemán, adaptados al nacionalismo chileno.

## Historia
El FON fue fundado el 5 de septiembre de 2008 como sucesora del Movimiento Nacional Socialista de los Trabajadores Chilenos. Pese al rechazo de gran parte de la comunidad el grupo intentó simpatizar entre los jóvenes y estudiantes. La principal activadad que realizaban era pegar panfletos chilenos con índole racista, homófoba, xenófoba y antisemita.
En 2012 el Movimiento de Integración y Liberación Homosexual (Movilh) denunció y le entregó a la Agencia Nacional de Inteligencia (ANI) unos videos en los que ve que realizan entrenamientos paramilitares e imagen donde se ven a los miembros del FON atacando tumbas judías; dichas acusaciones fueron inicialmente descartadas por el FON. Esta acusación contó con el apoyo de la Comunidad Judía de Chile y de Judíos por la Diversidad, tras lo cual el FON, en un comunicado, anunció su disolución el 9 de agosto de 2012.

## Controversia
El movimiento fue acusado de realizar actos homofóbicos, racistas y de realizar ataques a la comunidad judía de Chile. En agosto de 2012, el Consejo Nacional de la Cultura y las Artes desvinculó a un guardia que trabajaba en las instalaciones del organismo en Valparaíso, esto por su pertenencia a la organización y su ideario, gracias a una denuncia realizada por el Movimiento de Integración y Liberación Homosexual (Movilh) .